# Dawid Bruski
Dawid Bruski (ur. 23 października 1897 w Łęgu, zm. 23 września 1980 w Sopocie) – polski nauczyciel, działacz społeczny, senator w II RP. 

## Życiorys
Uczył się w Collegium Marianum w Pelplinie (1908–1914) i w gimnazjum w Wejherowie. Po zdaniu matury w 1916 roku kontynuował naukę w Konserwatorium Muzycznym w Gdańsku (gdzie otrzymał dyplom z fortepianu i dyrygentury), a następnie studiował filozofię i filologię klasyczną na Uniwersytecie w Królewcu (do 1918 roku) i w Poznaniu (1920–1922).
Od 1919 roku był kierownikiem szkoły ludowej w Lutowie, organizował naukę języka polskiego i historii na Pomorzu, Rady Ludowe i Straż Ludową w powiatach: chojnickim i złotowskim.
Ochotniczo wstąpił do 265. pułku piechoty w 1920 roku w czasie wojny polsko-bolszewickiej.
W czasie studiów, od 1920 roku pracował w dyrekcji PKP w Gdańsku. Po studiach, od 1922 roku był nauczycielem języka polskiego i łaciny w gimnazjum w Wąbrzeźnie, później, w latach 1923–1936 w Kościerzynie, a od 1937 roku był dyrektorem Państwowego Liceum i Gimnazjum im. S. Staszica w Starogardzie Gdańskim. 
Działał społecznie, przez wiele lat był opiekunem Towarzystwa Filomatów im. A. Mickiewicza w Kościerzynie, kierownikiem chóru gimnazjalnego i robotniczego chóru męskiego „Sokół”, dyrygentem chórów św. Cecylii i „Halka”. 
Był członkiem Polskiego Związku Zachodniego i Towarzystwa Nauczycieli Szkół Średnich i Wyższych (później ZNP) oraz BBWR, sekretarzem koła OZN w Kościerzynie i członkiem Zarządu Powiatowego OZN w Starogardzie Gdańskim, referentem prasowym i oświatowym oddziału Związku Rezerwistów, sekretarzem Koła Przyjaciół Związku Strzeleckiego.
W 1938 został senatorem V kadencji (1935–1938) z województwa pomorskiego, należał do klubu OZN i pracował w komisjach: komunikacji, ds. mniejszości niemieckiej (powołanej w czerwcu 1939 roku) i oświatowej. Zastępca członka Zarządu Koła Parlamentarnego Obozu Zjednoczenia Narodowego w 1938 roku. 2 września 1939 roku jako jeden z nielicznych senatorów przybył na ostatnie posiedzenie Senatu.
W czasie okupacji, poszukiwany przez gestapo, ukrywał się w Lublinie, gdzie uczył na tajnych kompletach. Od lipca 1944 roku pracował jako nauczyciel w szkole średniej w Lublinie, w maju 1945 roku otworzył liceum w Starogardzie Gdańskim i został jego dyrektorem, z którego został usunięty w grudniu 1949 roku (został zrehabilitowany w 1957 roku). Od 1950 roku pracował w szkolnictwie zawodowym i muzycznym w Bydgoszczy, a od 1955 roku w szkole muzycznej w Gdańsku-Wrzeszczu. W 1959 roku przeszedł na emeryturę. Pracował jako nauczyciel kontraktowy i w Sekcji Emerytów Oddziału ZNP w Sopocie.
Został pochowany na Cmentarzu Komunalnym w Sopocie (kwatera G3-B-5a).

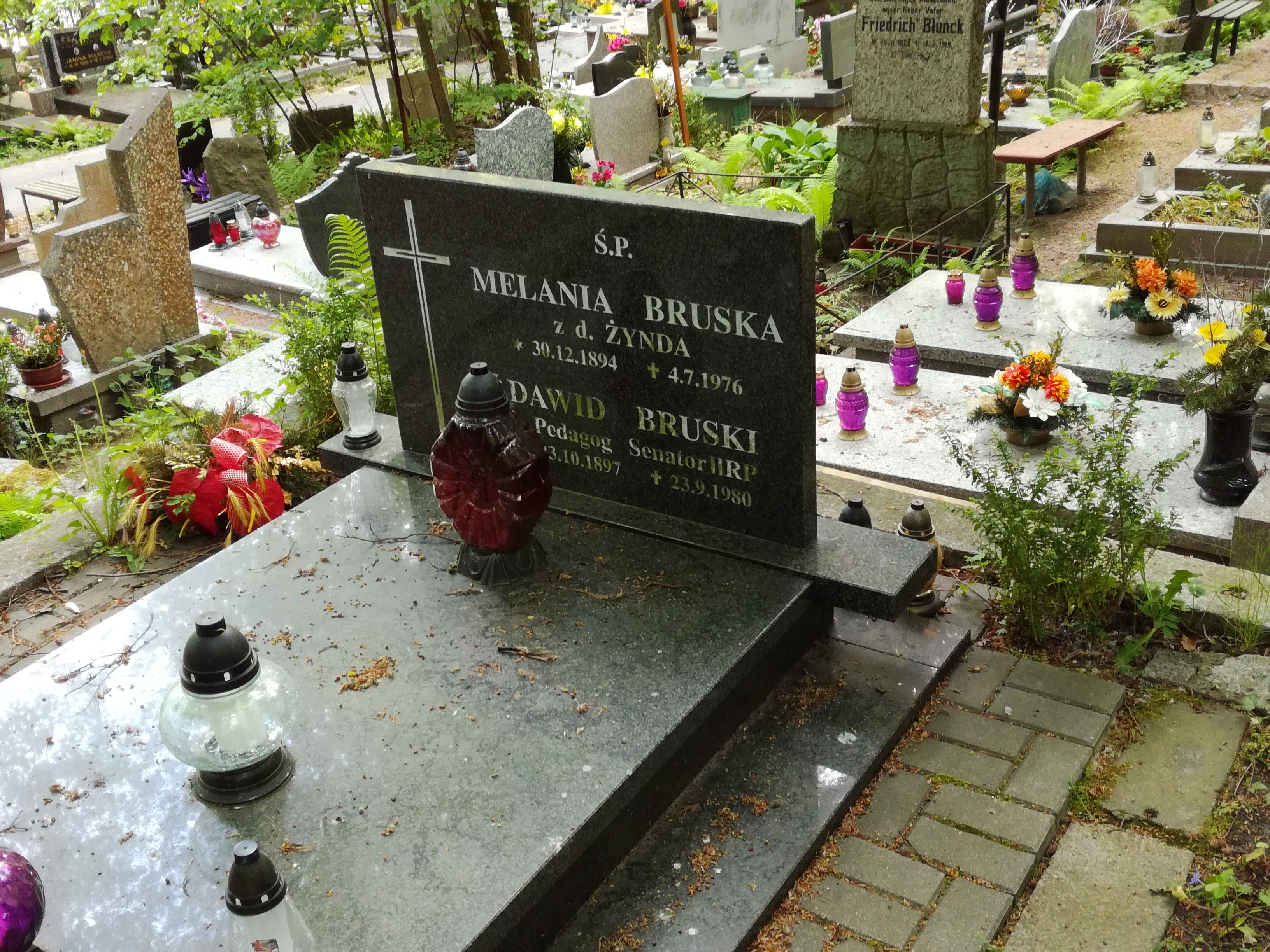
Grób Dawida Bruskiego na cmentarzu komunalnym w Sopocie

## Odznaczenia
- Srebrny Krzyż Zasługi
- Brązowy Medal za Długoletnią Służbę.

## Życie prywatne
Ojcem Dawida był Piotr Paweł, nauczyciel wiejski i krzewiciel polskości w Łęgu; matka – Marianna z domu Lipska. Dawid był najmłodszym z dwanaściorga rodzeństwa. Wśród jego braci byli:
- Jan (1883–1942) to ksiądz, działacz społeczny i narodowy, więzień niemieckich obozów koncentracyjnych Stutthof, Sachsenhausen i Dachau, zamordowany w Hartheim pod Linzem,
- Alojzy, zamordowany przez Niemców w Oranienburgu.

Dawid Bruski ożenił się z Melanią Żyndą, z którą miał synów: Zbigniewa, ekonomistę i Tadeusza, prawnika.